# Efraim
Efraim (em hebraico: אֶפְרַיִם, romaniz.: Efráyim; tiberiano: Ep̄rāyim) foi, de acordo com o Livro de Gênesis, o segundo filho de José e Azenate, uma mulher egípcia a quem o Faraó teria presenteado José como esposa, filha de Potífera, sacerdote de Om. (Gênesis 41:50–52) Efraim nasceu no Egito, antes da chegada dos filhos de Israel, vindos de Canaã. Também é uma região nas imediações da antiga Israel, possui região montanhosa chamada Samir, onde habitava Tola, homem que se levanta para livrar Israel. Juízes 10:1.

## Biografia
Jacó, pai de José, adotou os dois filhos de José, Manassés e Efraim, para que eles tivessem o mesmo direito que os próprios filhos de Jacó à sua herança (Gênesis 48:5). É considerado o fundador da tribo israelita de Efraim, uma das Doze Tribos de Israel. Jacó teria considerado Efraim acima de seu irmão mais velho.
Os filhos de Efraim eram Sutela, Bequer e Taã; o Primeiro Livro de Crônicas, no entanto, alega que teria tido outros dois filhos, Ezer e Eleade, mortos por habitantes do local que teriam tentado roubar seu gado, e, posteriormente, outro filho, a quem deu o nome de Beria (I Crônicas 7:20–23). Dele descende Josué, filho de Num, que acabou por se tornar líder das tribos israelistas durante a conquista de Canaã.
De acordo com a narrativa bíblica, Jeroboão - que se tornou o primeiro rei do Reino de Israel, ao norte do território - também pertencia à casa de Efraim (I Reis 11:26).

## Análise bíblica

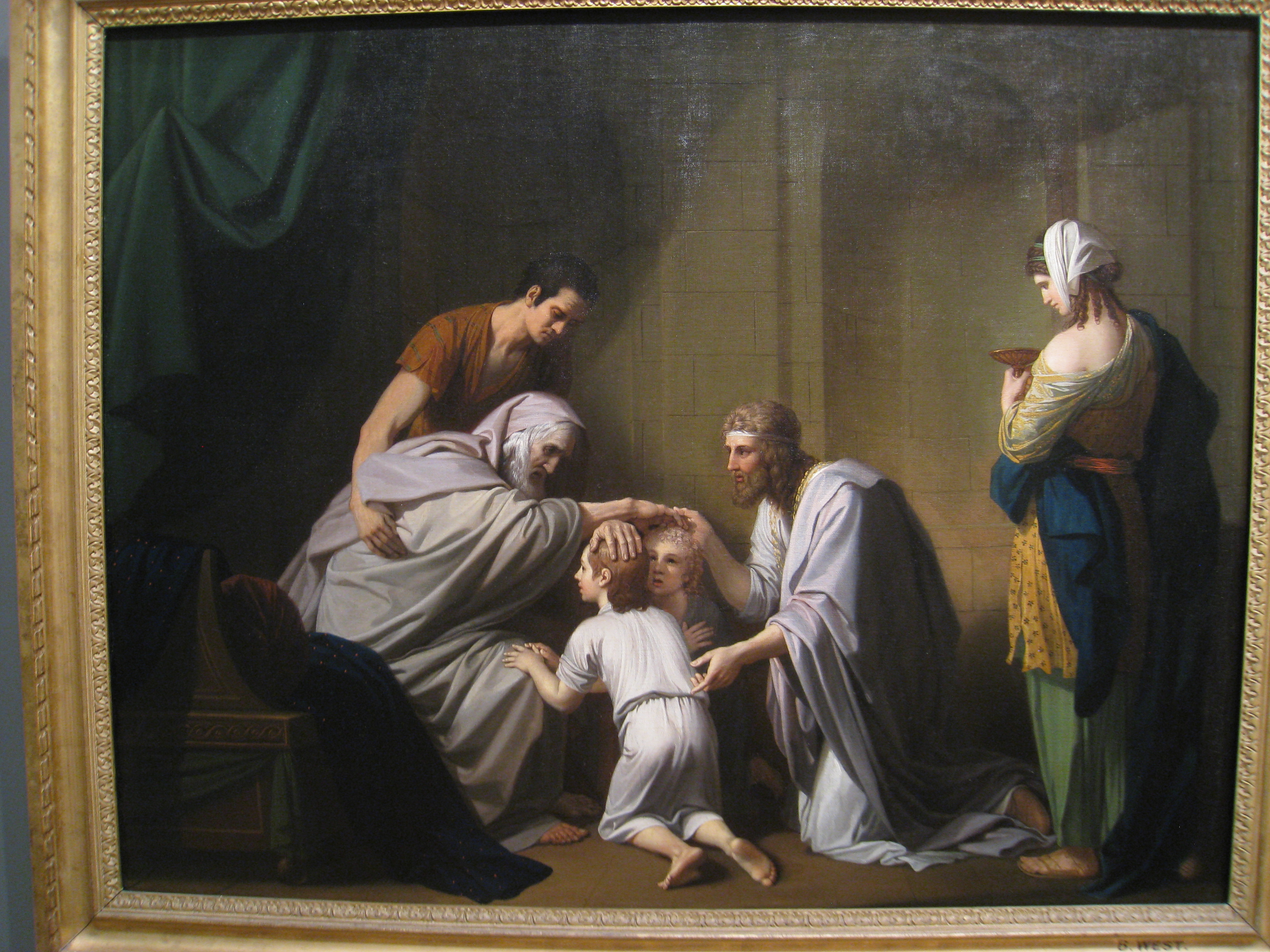
Jacó abençoando Efraim e Manassés, por Benjamin West

Devido a uma suposta falta de identidade, alguns estudiosos da Bíblia o veem como uma retrodicção, uma metáfora epônima que fornece uma etiologia para a ligação da sua tribo com as outras da confederação israelita. O texto da Torá argumenta que o nome Efraim, que significa "dupla fertilidade", se referiria à capacidade de José de produzir filhos, especialmente enquanto esteve no Egito (chamado pela Torá de terra de sua aflição). Alguns acadêmicos especulam sobre uma possível origem egípcia de seu nome.
No relato bíblico, o outro filho de José é Manassés, e o próprio José é um dos dois filhos de Raquel e Jacó (o outro é Benjamim). Estudiosos bíblicos veem como óbvio, a partir da coincidência geográfica e do tratamento que lhes é dado em trechos mais antigos, que originalmente Efraim e Manassés eram consideradas uma tribo - a Tribo de José. O Apocalipse, de João, no entanto, dá apenas a Efraim o nome tribal de José. De acordo com diversos destes estudiosos, Benjamim faria parte original desta suposta tribo única Efraim-Manassés ("de José"), porém o relato bíblico em que José era seu pai acabou por se perder. Muitos deles suspeitam que a distinção entre as Tribos de José (que inclui Benjamim) é que seus integrantes teriam sido os únicos israelitas a ir para o Egito e retornar, enquanto as principais tribos israelitas simplesmente apareceram como uma subcultura dos canaanitas e haviam permanecido em Canaã durante todo o período. De acordo com este ponto de vista, a história da visita de Jacó a Labão para obter uma esposa teria se originado como uma metáfora para esta migração, na qual a propriedade e a família conquistadas de Labão representariam as conquistas materiais das tribos de José quando retornaram do Egito; de acordo com certos estudiosos dos textos a versão javista da narrativa de Labão apenas menciona as tribos de José, e Raquel, sem mencionar as outras matriarcas tribais.
Na Torá, esta eventual precedência da tribo de Efraim é tida como sendo derivada de Jacó, que, cego e em seu leito de morte, teria abençoado Efraim no lugar de Manassés. O texto que descreve esta bênção apresenta um hapax legomenon - a palavra שכל (sh-k-l) - que a literatura clássica rabínica interpretou de maneira esotérica; algumas fontes rabínicas associaram o termo com sekel, "mente"/"sabedoria", e o veem como um indicador de que Jacó teria plena consciência de quem ele estava abençoando; outras fontes rabínicas associam o termo com shikkel, que significaria que Jacó estaria despojando Manassés em troca de Efraim; e outras fontes afirmam que o termo estaria se referindo ao poder de Jacó de instruir e guiar o Espírito Santo. Nas fontes rabínicas clássicas, Efraim é descrito como alguém modesto e que não era egoísta. Estas fontes alegam que teria sido por essa modéstia e altruísmo, bem como uma visão profética de Josué, que Jacó teria escolhido Efraim no lugar de Manassés, o mais velho dos irmãos; nestas fontes Jacó era tido como suficientemente justo para que Deus conceda a bênção em sua homenagem, e faça da sua a principal tribo.

## Árvore genealógica
Árvore genealógica baseada em Gênesis e I Crônicas:
| Jacó | Jacó | Jacó   | Jacó   | Jacó   | Jacó   |        |        |          |          |          |          | Raquel   | Raquel   | Raquel | Raquel | Raquel | Raquel |       |       |       |       | Potífera | Potífera | Potífera | Potífera | Potífera | Potífera |      |      |      |      |  |  |       |       |       |       |       |       |  |  |        |        |        |        |        |        |  |  |  |  |  |  |  |  |  |  |  |  |
| Jacó | Jacó | Jacó   | Jacó   | Jacó   | Jacó   |        |        |          |          |          |          | Raquel   | Raquel   | Raquel | Raquel | Raquel | Raquel |       |       |       |       | Potífera | Potífera | Potífera | Potífera | Potífera | Potífera |      |      |      |      |  |  |       |       |       |       |       |       |  |  |        |        |        |        |        |        |  |  |  |  |  |  |  |  |  |  |  |  |
|      |      |        |        |        |        |        |        |          |          |          |          |          |          |        |        |        |        |       |       |       |       |          |          |          |          |          |          |      |      |      |      |  |  |       |       |       |       |       |       |  |  |        |        |        |        |        |        |  |  |  |  |  |  |  |  |  |  |  |  |
|      |      |        |        |        |        | José   | José   | José     | José     | José     | José     |          |          |        |        |        |        |       |       |       |       | Asenat   | Asenat   | Asenat   | Asenat   | Asenat   | Asenat   |      |      |      |      |  |  |       |       |       |       |       |       |  |  |        |        |        |        |        |        |  |  |  |  |  |  |  |  |  |  |  |  |
|      |      |        |        |        |        | José   | José   | José     | José     | José     | José     |          |          |        |        |        |        |       |       |       |       | Asenat   | Asenat   | Asenat   | Asenat   | Asenat   | Asenat   |      |      |      |      |  |  |       |       |       |       |       |       |  |  |        |        |        |        |        |        |  |  |  |  |  |  |  |  |  |  |  |  |
|      |      |        |        |        |        |        |        |          |          |          |          |          |          |        |        |        |        |       |       |       |       |          |          |          |          |          |          |      |      |      |      |  |  |       |       |       |       |       |       |  |  |        |        |        |        |        |        |  |  |  |  |  |  |  |  |  |  |  |  |
|      |      |        |        |        |        |        |        |          |          |          |          |          |          |        |        |        |        |       |       |       |       |          |          |          |          |          |          |      |      |      |      |  |  |       |       |       |       |       |       |  |  |        |        |        |        |        |        |  |  |  |  |  |  |  |  |  |  |  |  |
|      |      |        |        |        |        |        |        |          |          |          |          |          |          |        |        |        |        |       |       |       |       |          |          |          |          |          |          |      |      |      |      |  |  |       |       |       |       |       |       |  |  |        |        |        |        |        |        |  |  |  |  |  |  |  |  |  |  |  |  |
|      |      |        |        |        |        |        |        | Manassés | Manassés | Manassés | Manassés | Manassés | Manassés |        |        |        |        |       |       |       |       | Efraim   | Efraim   | Efraim   | Efraim   | Efraim   | Efraim   |      |      |      |      |  |  |       |       |       |       |       |       |  |  |        |        |        |        |        |        |  |  |  |  |  |  |  |  |  |  |  |  |
|      |      |        |        |        |        |        |        | Manassés | Manassés | Manassés | Manassés | Manassés | Manassés |        |        |        |        |       |       |       |       | Efraim   | Efraim   | Efraim   | Efraim   | Efraim   | Efraim   |      |      |      |      |  |  |       |       |       |       |       |       |  |  |        |        |        |        |        |        |  |  |  |  |  |  |  |  |  |  |  |  |
|      |      |        |        |        |        |        |        |          |          |          |          |          |          |        |        |        |        |       |       |       |       |          |          |          |          |          |          |      |      |      |      |  |  |       |       |       |       |       |       |  |  |        |        |        |        |        |        |  |  |  |  |  |  |  |  |  |  |  |  |
|      |      | Sutela | Sutela | Sutela | Sutela | Sutela | Sutela |          |          | Berede   | Berede   | Berede   | Berede   | Berede | Berede |        |        | Taate | Taate | Taate | Taate | Taate    | Taate    |          |          | Ezer     | Ezer     | Ezer | Ezer | Ezer | Ezer |  |  | Elade | Elade | Elade | Elade | Elade | Elade |  |  | Berias | Berias | Berias | Berias | Berias | Berias |  |  |  |  |  |  |  |  |  |  |  |  |